# Diptychophora
Diptychophora là một chi bướm đêm thuộc họ Crambidae.

## Species
- Diptychophora ardalia Landry & Becker, 2021
- Diptychophora calliptera Tams, 1935
- Diptychophora desmoteria Meyrick, 1931
- Diptychophora diasticta Gaskin, 1986
- Diptychophora galvani Landry & Becker, 2021
- Diptychophora harlequinalis Barnes & McDunnough, 1914
- Diptychophora huixtla Landry, 1990
- Diptychophora incisalis Dyar, 1925
- Diptychophora kuhlweinii Zeller, 1866
- Diptychophora kuphitincta Lucas, 1898
- Diptychophora lojanalis (Dognin, 1905)
- Diptychophora minimalis Hampson, 1919
- Diptychophora mitis Meyrick, 1931
- Diptychophora muscella Fryer, 1912
- Diptychophora planaltina Landry & Becker, 2021
- Diptychophora powelli Landry, 1990
- Diptychophora strigatalis Hampson, 1900
- Diptychophora subazanalis Bleszynski, 1967

## Former species
- Diptychophora minutalis Hampson, 1893
- Diptychophora strigatalis Hampson, 1900